# Vítor Oliveira
Vitinha, właśc. Vítor Manuel Carvalho Oliveira (ur. 15 marca 2000 w Cabeceiras de Basto) – portugalski piłkarz, występujący na pozycji napastnika we włoskim klubie Genoa, do którego jest wypożyczony z francuskiego klubu Olympique Marsylia.